# Пинежский заповедник
Пи́нежский запове́дник (ФГБУ «Государственный заповедник „Пинежский“») — особо охраняемая природная территория федерального значения в Пинежском районе Архангельской области. Основан 20 августа 1974 года для сохранения и изучения таёжных комплексов юго-востока Беломорско-Кулойского плато.
Адрес администрации: 164610, Архангельская область, Пинежский район, посёлок Пинега, Первомайская улица, 123а.

## Климат
Данная территория входит в Атлантико-Арктическую климатическую область умеренного пояса, с холодной зимой и прохладным летом. Среднегодовая температура воздуха составляет −0,2°. Продолжительность безморозного периода — от 85 до 95 дней. Средняя высота снежного покрова — 45 см.

## Территория
По состоянию на 1 января 2011 года в соответствии со свидетельством о государственной регистрации права на земельный участок территория заповедника составляет 51 890 га. По материалам лесоустройства площадь заповедника осталась прежней (по состоянию на 1 января 2010 года) — 51 522 га. До проведения нового лесоустройства будет сохраняться несоответствие площадей в материалах землеустройства и лесоустройства.
Также в ходе землеустроительных работ уточнена площадь охранной зоны, которая по состоянию на 1 января 2011 года составляет 31 587 га.

## Флора и фауна
В заповеднике на девять десятых преобладают леса. Среди них доминируют ельники, затем следуют сосняки и лиственничники. Вырубки зарастают березняками. Исследователи особенно ценят корабельную лиственничную рощу на реке Сотке (1734 гектара). Её возраст — 200—300 лет.
Флора заповедника относительно богата и насчитывает 505 видов сосудистых растений, 245 — мохообразных, 133 — лишайников, 40 — съедобных грибов. Среди сосудистых растений наиболее широко представлены таёжные виды — 74 % флоры, и арктические, гипоарктические и арктоальпийские виды — 13 %. Реликты и эндемики Пинежского Государственного Заповедника (ПГЗ) составляют 27 % флоры и являются одним из важнейших объектов сохранения генофонда отечественной флоры. Большинство реликтов относятся к кальцефилам и находят оптимальные условия произрастания в местах выходов карбонатных пород: ива сетчатая, дриады — восьмилепестная и точечная, толокнянка альпийская, жирянка альпийская и другие. Хохлатка Галлера, фиалка удивительная и некоторые другие виды растений являются реликтами периодов потепления. Среднее Пинежье можно считать одним из самых богатых реликтами районов Европейского Севера. Некоторые виды флоры заповедника занесены в Красную книгу России: орхидеи — венерин башмачок настоящий, калипсо луковичная, пальчатокоренник Траунштейнера, надбородник безлистный, а также качим пинежский (семейство гвоздичные). Из низших растений это 2 вида лишайников — лобария лёгочная и бриория Фремонта, а также 3 вида грибов: осиновик белый, рогатик пестиковый и ежевик коралловидный. В список «Редкие и исчезающие виды флоры СССР» включены также пион Марьин корень, гирчовник северный, дриада восьмилепестная и дриада точечная, жирянка альпийская. Из 213 видов сосудистых растений, включенных в Красную книгу Архангельской области 63 (30 %) произрастают в заповеднике.
Белка, бурундук, бурый медведь, рысь, лесная куница, выдра, лось — типичные виды лесных млекопитающих заповедника. Из птиц — рябчик, глухарь, встречаются ястреб-тетеревятник, мохноногий сыч, трёхпалый и чёрный дятлы. Вальдшнеп, вяхирь, серая ворона, сорока — обитатели более южных районов, попавшие на Пинегу вследствие антропогенного преобразования территории. На реке Сотке нерестятся сёмга, сиги, хариусы, много обычных видов рыб, таких, как щука и окунь.
На территории заповедника известно 284 вида афиллофоровых грибов
Природа Припинежья ярко воспета замечательным писателем Фёдором Абрамовым; можно надеяться, что он помог сберечь эту природу от пагубного влияния неумеренной хозяйственной деятельности.

## Пещеры
Из 467 пещер, найденных на территории Архангельской области, четвёртая часть расположена в пределах Пинежского заповедника: на территории заповедника 91 пещера, Голубинского карстового массива и охранной зоны — 27 пещер. Из них 20 пещер имеют протяжённость свыше 500 метров, длина 10 пещер превышает 1 км. Суммарная длина всех пещер составляет 43,5 км, из них на полости более 500 м приходится более 36 км, более 1 км — 28,5 км. Ежегодно обнаруживаются новые, порой значительные по протяженности и информационной значимости пещеры.
К самым большим пещерам территории относятся: система Кулогорская-Троя (16500 м), система Олимпийская-Ломоносовская (9110 м), система Кумичевка-Визборовская (7250 м), Конституционная (6130 м), Северный сифон (4617 м), Золотой Ключик (4380 м), Симфония (3240 м), Б.Пехоровская (3205 м), Ленинградская (2970 м). Длина наиболее пригодной для экскурсионного посещения пещеры Голубинский провал, расположенной на территории Голубинского карстового массива, превышает 1620 м.
Пещеры образовались при растворении подземными водами сульфатной толщи (гипсов и ангидритов) соткинской свиты сакмарского яруса нижней перми. При возрасте карстующихся пород свыше 350 млн лет, возраст самих пещер составляет десятки — сотни тысяч лет.
Пещеры заложены по тектоническим трещинам и трещинам бортового отпора. Их входы вскрываются в бортах речных долин, в бортах и днищах карстовых логов и котловин. Большинство входов наклонно-нисходящие, реже встречаются горизонтальные, а вертикальные входы единичны.
Преобладают субгоризонтальные пещеры туннельного типа, линейно-ветвистые в плане, с отдельными участками лабиринтов. В подземном рельефе сочетаются туннели, галереи и обвальные залы, развиты вертикальные формы — органные трубы и камины. В вертикальном профиле выделяется от 1 до 3 пещерных этажей и до 3-5 высотных ярусов. Амплитуда подземного рельефа составляет 10-30 м.
В большинстве значительных пещер действуют постоянные ручьи и реки, либо происходит разгрузка временных паводковых потоков. В ряде пещер имеются водопады на ручьях, вертикальные капельные источники, реже встречаются подземные озера. Разгрузка пещерных вод происходит обычно в приустьевых зонах пещер.
В заповеднике много озёр карстового происхождения.

### Фотографии пещеры «Голубинский провал»

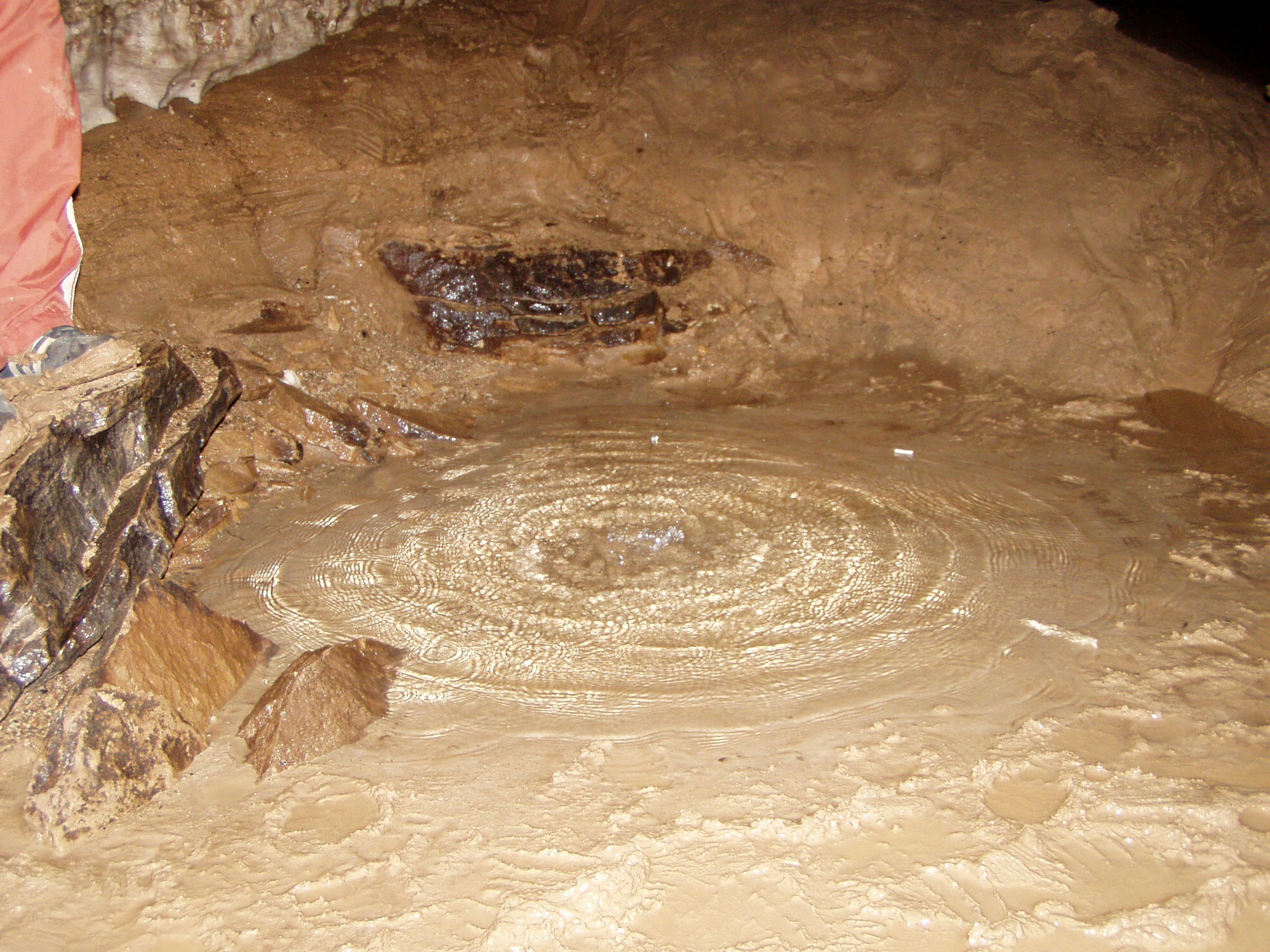
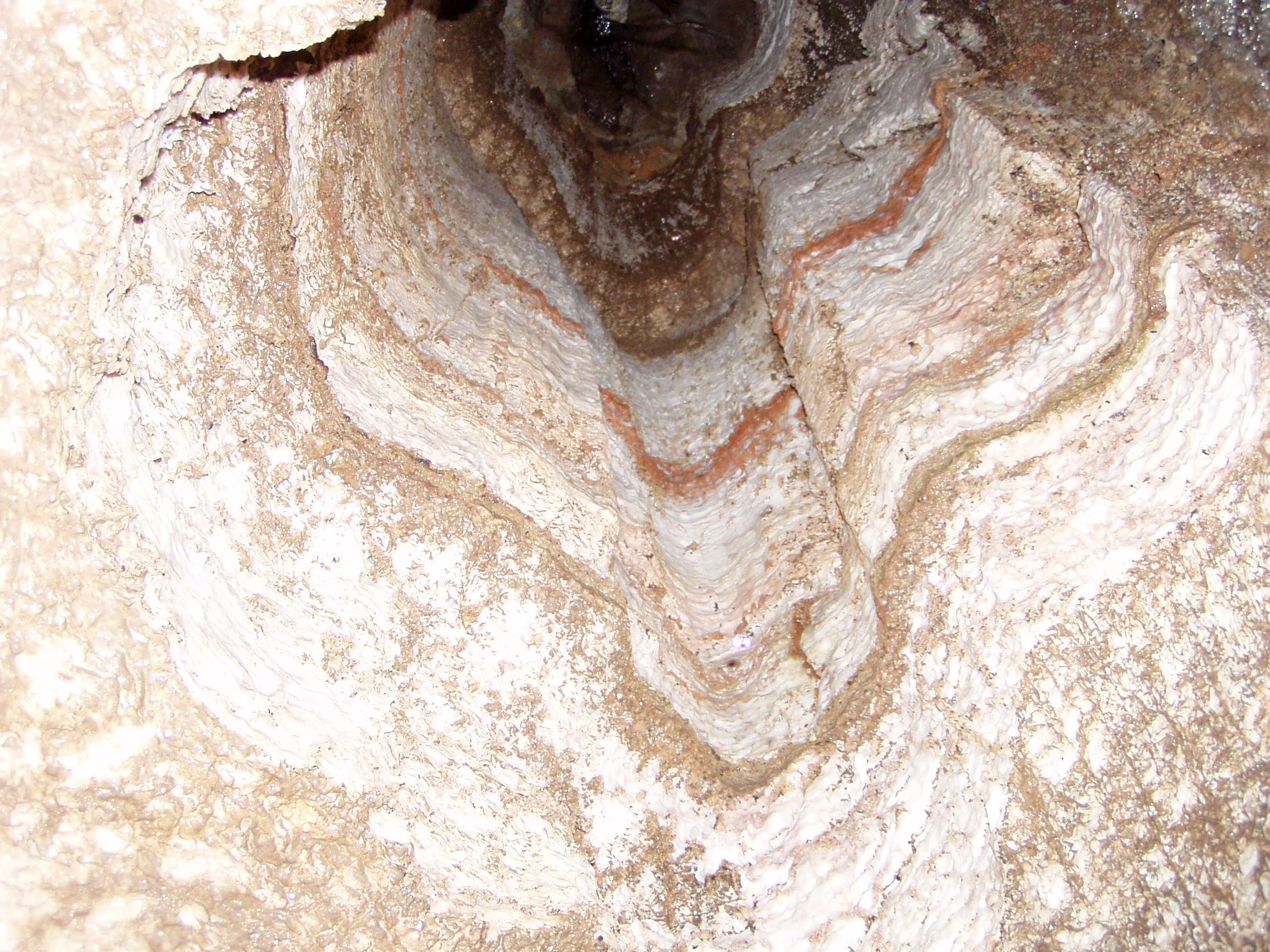
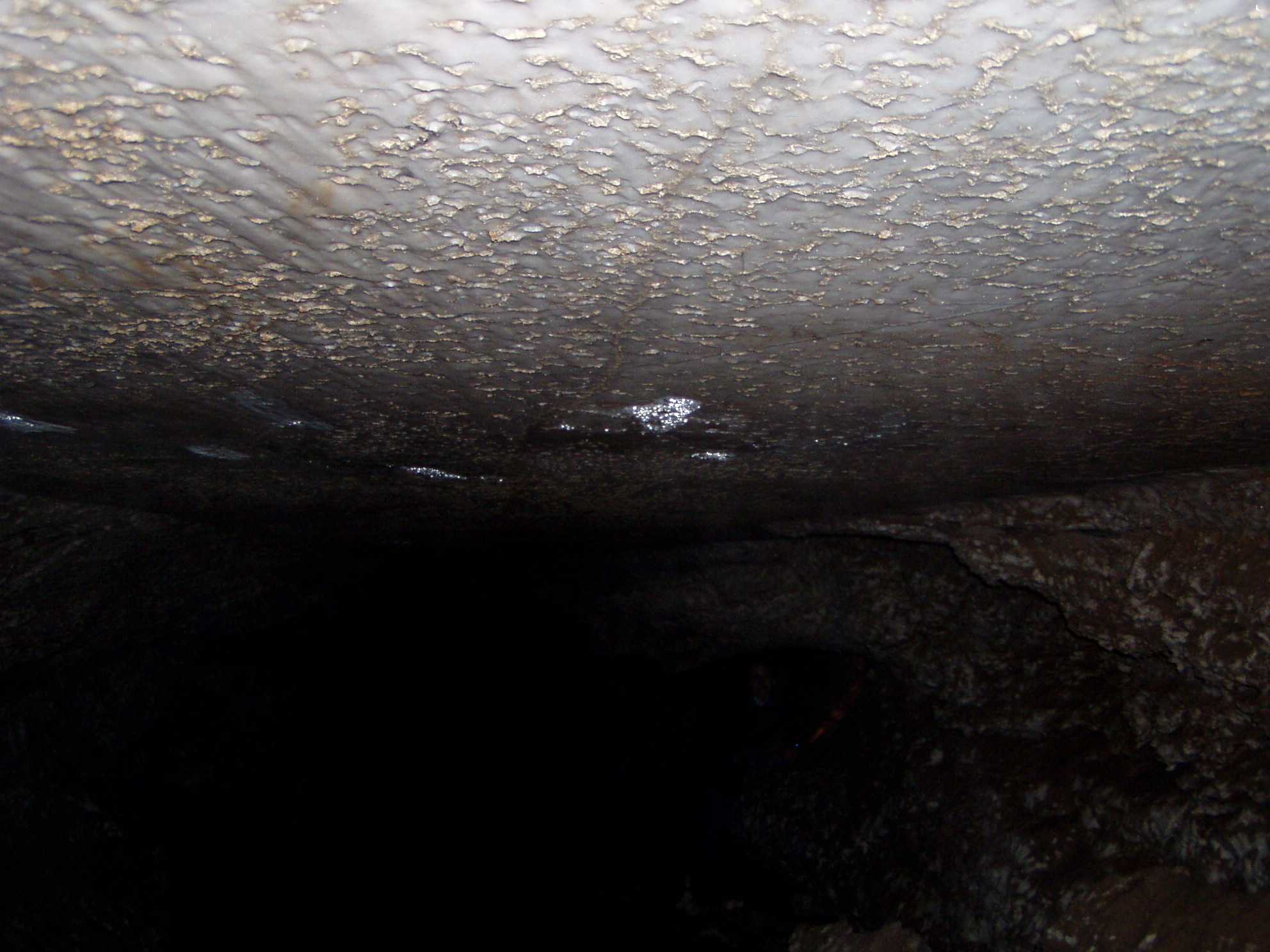
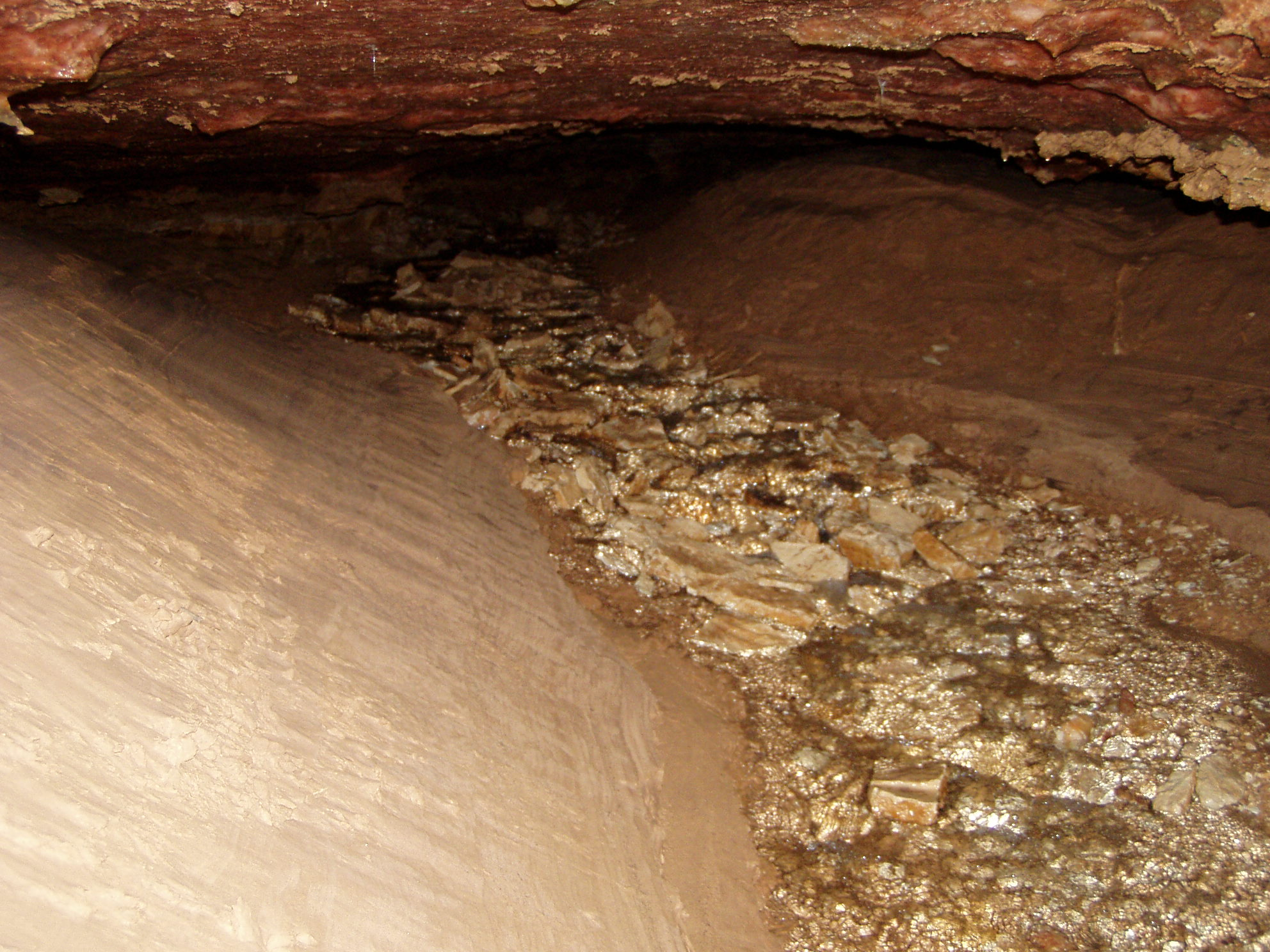
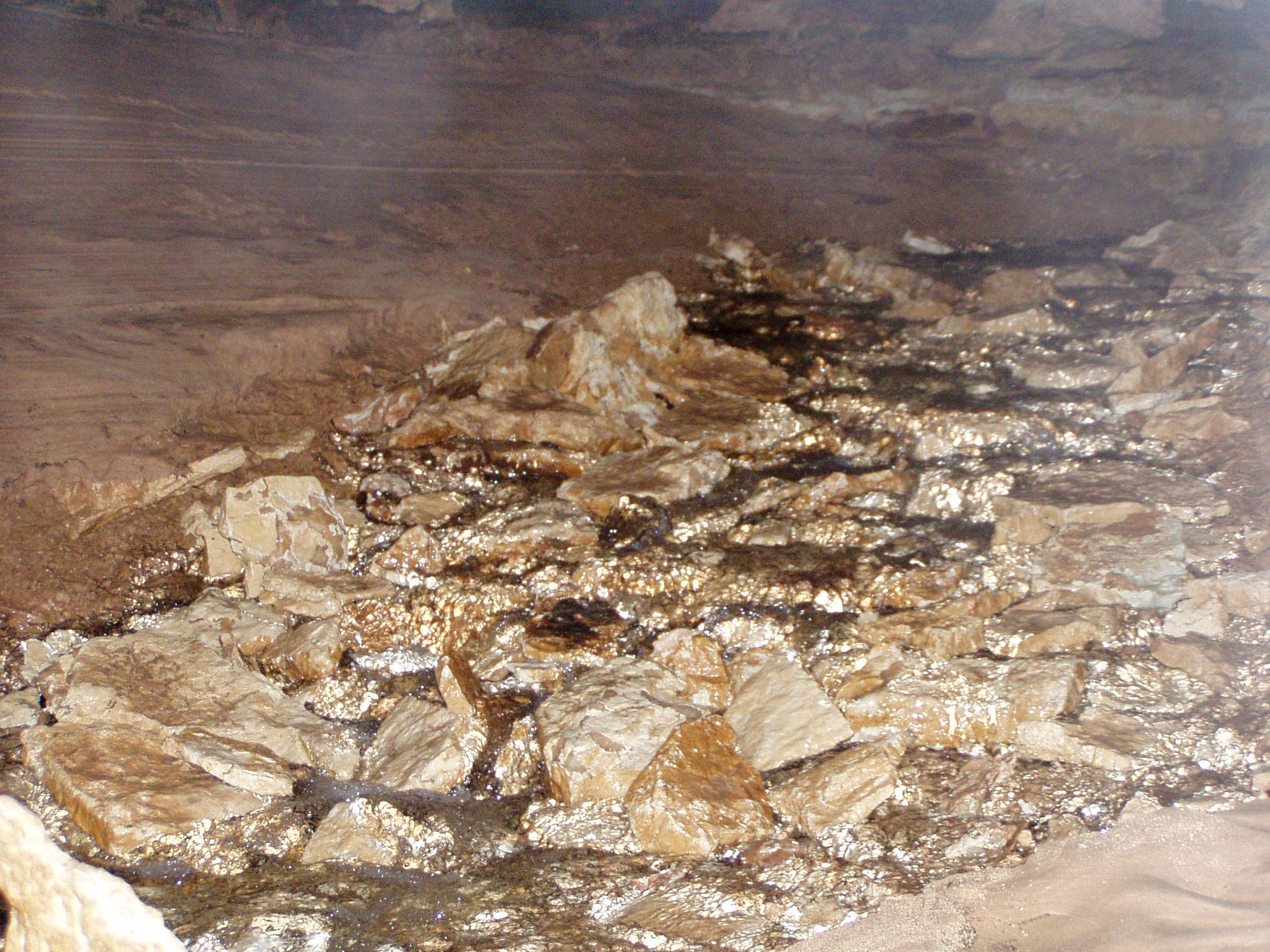
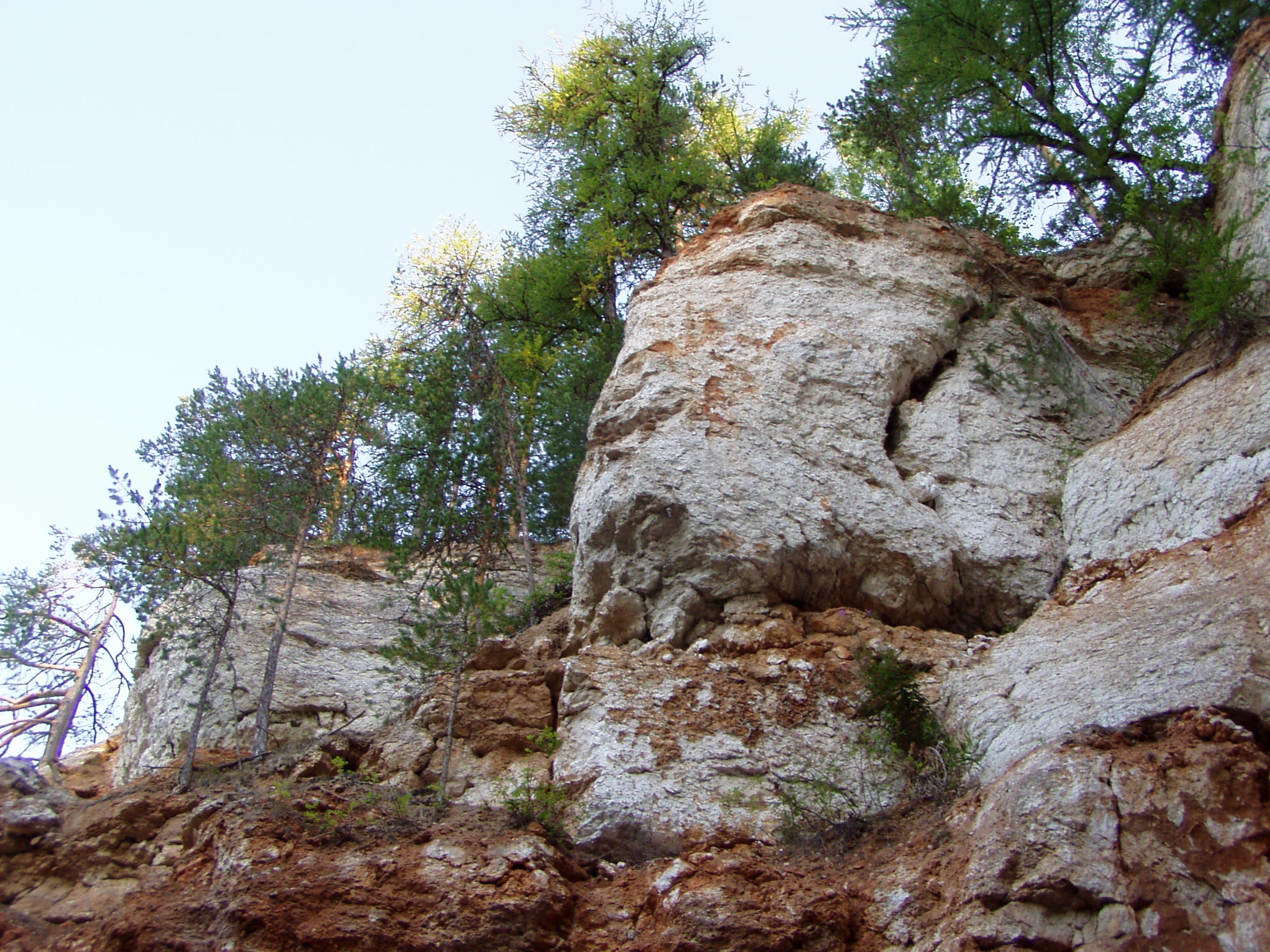